# Konak
Konak là một huyện thuộc tỉnh İzmir, Thổ Nhĩ Kỳ. Trước năm 2012, huyện từng là thành phố tỉnh lỵ của tỉnh İzmir, với diện tích 69 km² và dân số thời điểm năm 2007 là 848.226 người, mật độ 12.293 người/km². Năm 1984, Konak cùng với các huyện lân cận là Balçova, Bornova, Buca, Çiğli, Gaziemir, Güzelbahçe, Karşıyaka và Narlidere hợp thành vùng đô thị İzmir. Năm 2012, Thổ Nhĩ Kỳ thông qua luật công nhận các tỉnh có dân số trên 750.000 người là những thành phố tự quản (büyükşehir belediyeleri). Với luật này, Konak được chuyển thành huyện hành chính thuộc thành phố İzmir.